# Liverpool Football Club 1977-1978
Questa voce raccoglie le informazioni riguardanti il Liverpool Football Club nelle competizioni ufficiali della stagione 1977-1978.

## Rosa
| N. |                        | Ruolo | Calciatore              |
| -- | ---------------------- | ----- | ----------------------- |
| 1  | Inghilterra (bandiera) | P     | Ray Clemence            |
| -  | Inghilterra (bandiera) | P     | Steve Ogrizovic         |
| 4  | Inghilterra (bandiera) | D     | Phil Thompson           |
| 6  | Inghilterra (bandiera) | D     | Emlyn Hughes (capitano) |
| 15 | Galles (bandiera)      | D     | Joey Jones              |
| -  | Scozia (bandiera)      | D     | Alan Hansen             |
| -  | Inghilterra (bandiera) | D     | Colin Irwin             |
| -  | Inghilterra (bandiera) | D     | Phil Neal               |
| 5  | Inghilterra (bandiera) | C     | Ray Kennedy             |
| 8  | Inghilterra (bandiera) | C     | Terry McDermott         |

| N. |                        | Ruolo | Calciatore       |
| -- | ---------------------- | ----- | ---------------- |
| 9  | Irlanda (bandiera)     | C     | Steve Heighway   |
| 11 | Inghilterra (bandiera) | C     | Jimmy Case       |
| -  | Inghilterra (bandiera) | C     | Sammy Lee        |
| -  | Inghilterra (bandiera) | C     | Kevin Kewley     |
| -  | Scozia (bandiera)      | C     | Graeme Souness   |
| 10 | Inghilterra (bandiera) | A     | David Fairclough |
| 12 | Inghilterra (bandiera) | A     | David Johnson    |
| -  | Inghilterra (bandiera) | A     | Howard Gayle     |
| -  | Inghilterra (bandiera) | A     | Colin Russell    |
| -  | Scozia (bandiera)      | A     | Kenny Dalglish   |